# Sushan (sockenhuvudort i Kina, Jiangxi Sheng, lat 29,50, long 116,21)
Sushan är en sockenhuvudort i Kina. Den ligger i provinsen Jiangxi, i den sydöstra delen av landet, omkring 96 kilometer norr om provinshuvudstaden Nanchang. Antalet invånare är 20 459. Befolkningen består av 10 184 kvinnor och 10 275 män. Barn under 15 år utgör 26,0 %, vuxna 15-64 år 66 %, och äldre över 65 år 6,0 %.
Runt Sushan är det tätbefolkat, med 530 invånare per kvadratkilometer. Närmaste större samhälle är Wangdun, 19,0 km söder om Sushan. Trakten runt Sushan består till största delen av jordbruksmark.
Genomsnittlig årsnederbörd är 2 294 millimeter. Den regnigaste månaden är maj, med i genomsnitt 338 mm nederbörd, och den torraste är januari, med 74 mm nederbörd.